# Ташенов, Джумабай
Джумабай Ташенов (каз. Жұмабай Тәшенов) (15 декабря 1925, Тургай, СССР — 1994) — каракалпакский и казахский писатель, переводчик, поэт, драматург и сценарист.

## Биография
Родился 15 декабря 1925 года в Тургае.
В 1942 году был мобилизован в армию в связи с началом войны и прошёл всю войну, был награждён двумя орденами.
После демобилизации поступил в партийную школу при ЦК КП Узбекской ССР, которую он окончил в 1950 году. В 1950 году поступил на исторический факультет Ташкентский педагогический институт имени Низами, который окончил экстерном и наконец поступил на аспирантуру АН Узбекской ССР, одновременно с этим с 1945 по 1947 год заведовал драматургической секцией СП Каракалпакии.
В 1947 году вошёл в штат газеты Кзыл-Каракалпакстан и журнала Аму-Дарья, где он дебютировал в качестве литератора и печатался вплоть до 1961 года. В 1961 году был принят в штат киностудии Казахфильм и занимал должность редактора-консультанта.
Опубликовал сборники стихов, рассказов и повестей, перевёл произведения русской классической и советской литературы на каракалпакский и казахский языки. В связи с огромным вкладом в развитие каракалпакской литературы был отмечен рядом почётных правительственных грамот.
Из произведений на каракалпакском языке наиболее известна повесть «Боевые друзья». Ряд сценариев и пьес написан в соавторстве, в первую очередь с Игорем Саввиным.

## Фильмография

### Сценарист
- 1963 — Сказ о матери